# Schep Vreugde (tramhalte)
Schep Vreugde is een tramhalte die deel uitmaakt van het Antwerpse tramnetwerk. De halte ligt in de Blancefloerlaan op de grens met Linkeroever en Zwijndrecht. De halte was vernoemd naar de scoutingvrijwilligersorganisatie AKABE 5 & 6 Schep Vreugde, maar kreeg op 17 januari 2022 een andere naam. Het station dient als stop voor lijn 3 (Merksem-Melsele) en sinds januari 2022 als eindpunt voor de lijnen 5 en 9. In de buurt ervan zijn niet echt veel huizen, maar wel het Sportpark van de Stad Antwerpen. De exacte bouwdatum is niet bekend, enkel het bouwjaar 2002. Aan de halte werd als P+R ook een overdekte parkeergarage gebouwd. Op 17 januari 2022 werd de naam van de halte veranderd naar P+R Linkeroever.
De halte P+R Linkeroever wordt sinds 17 januari 2022 bediend door tramlijn 3, tramlijn 5 en  tramlijn 9. Het is de op vier na laatste halte voor P+R Melsele gezien vanuit Antwerpen en de vijfde halte voorbij P+R Melsele gezien vanuit Melsele.
De plaats van vroegere halte Schep Vreugde wordt sinds 17 januari 2022 ingenomen door de huidige halte P+R Linkeroever. De vroegere halte P+R Linkeroever heet sinds 17 januari halte Regatta.